# Jazon (imię)
Jazon – imię męskie pochodzenia greckiego. Jest imieniem mitologicznego przywódcy argonautów. Wywodzi się od słowa iasthai oznaczającego „uzdrawiać”.
Imię ma czterech patronów: Jazon męczennik z Rzymu, Jazon męczennik z Triestu, Jazon uczeń apostolski i niżej wymieniony.
Święty Jazon imieniny obchodzi 12 maja.

## Znane osoby noszące imię Jazon
- Jazon – postać mitologiczna
- Jazon z Cyreny – nieznany bliżej autor pięciotomowego dzieła, którego streszczeniem jest 2 Księga Machabejska
- Jason Bateman – amerykański aktor, były aktor dziecięcy
- Jason Bourne – postać fikcyjna
- Jason Burnett (ur. 1986) – kanadyjski gimnastyk, wicemistrz olimpijski
- Jason Donovan – australijski aktor i piosenkarz
- Jason McCaslin – Cone, basista i wokalista towarzyszący kanadyjskiego zespołu Sum 41
- Jason Schwartzman – amerykański aktor, scenarzysta i muzyk
- Jason Newsted – muzyk, basista
- Jason Voorhees – postać fikcyjna, główny antagonista serii horrorów pt. Piątek, trzynastego.

## Święci Cerkwi Prawosławnej[2]
- św. Jazon Rzymski – męczennik[3],
- św. Jazon z Tarsu, Kerkirski – biskup, sobór siedemdziesięciu apostołów[4],